# Granite Quarry
Granite Quarry – miasto w Stanach Zjednoczonych, w stanie Karolina Północna, w hrabstwie Rowan.